# 阿贝尔吕兰
阿贝尔吕兰（法語：Habère-Lullin，法語發音：[abɛʁ lylɛ̃]）是法国上萨瓦省的一个市镇，属于托农莱班区。

## 地理
阿贝尔吕兰（46°14'1"N, 6°27'9"E）面积8.86 平方千米，位于法国奥弗涅-罗讷-阿尔卑斯大区上萨瓦省，该省份为法国东部省份，历史上为薩伏依的一部分，北与瑞士接壤，西接安省，南至萨瓦省，东与瑞士和意大利接壤。
与阿贝尔吕兰接壤的市镇（或旧市镇、城区）包括：贝勒沃、阿贝尔波什、梅日韦特、维拉尔。

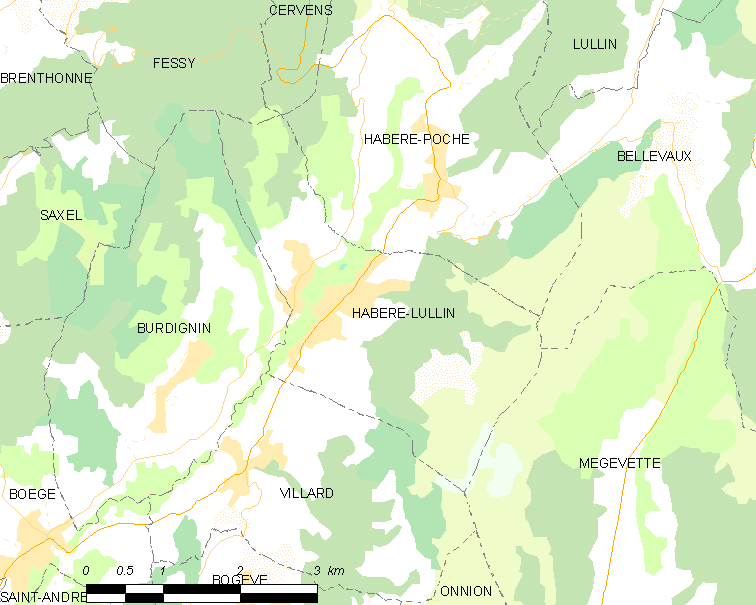
阿贝尔吕兰的OSM定位图

阿贝尔吕兰的时区为UTC+01:00、UTC+02:00（夏令时）。

## 行政
阿贝尔吕兰的邮政编码为74420，INSEE市镇编码为74139。

## 政治
阿贝尔吕兰所属的省级选区为锡耶县。

## 人口

1962-2008年间阿贝尔吕兰人口变化图示

阿贝尔吕兰于2022年1月1日时的人口数量为1091人。